# Gérald Pfefferlé
Gérald Pfefferlé, né le 23 mai 1960 à Sion, est un escrimeur suisse qui a mis fin à sa carrière sportive à la fin de la saison 1990. Il est président de la Société d'escrime de Sion de 2009 à 2016.

## Club
- Société d'escrime de Sion

## Palmarès
- Jeux de la XXIVe olympiade
  - 5e par équipe épée Jeux olympiques de 1988 à Séoul, Corée du Sud
- Championnats de suisse d'escrime
  - Champion de Suisse à l'épée par équipe en 1979, 1980 et 1982